# Join Me in Death
Join Me in Death is een nummer van de Finse rockband HIM uit 2000. Het is de eerste single van hun tweede studioalbum Razorblade Romance.
Het nummer werd ook wel uitgebracht onder de naam "Join Me", aangezien het woord "Death" niet in de titel voor mocht komen in Amerika. Er wordt beweerd dat "Join Me in Death" gaat over zelfmoord, maar volgens zanger Ville Valo is dit echter niet waar. De tekst is namelijk gebaseerd op Romeo & Julliet. Het nummer werd een grote hit in HIM's thuisland Finland, waar het de nummer 1-positie behaalde en de - op 14 na - bestverkochte single ooit is. In de Nederlandse Top 40 haalde het nummer een bescheiden 18e positie, en in de Vlaamse Ultratop 50 haalde het de 37e positie.